# The Rising Tied
The Rising Tied là album đầu tay của nhóm nhạc hip-hop Fort Minor. Đây là dự án phụ của rapper Mike Shinoda của nhóm nhạc rock nổi tiếng Linkin Park. Album được phát hành vào ngày 22 tháng 11 năm 2005 bởi Machine Shop Recordings của Warner Bros. Records. Album có sự góp mặt của Styles of Beyond, Lupe Fiasco, Common, Black Thought của The Roots, John Legend, Holly Brook, Jonah Matranga và đặc biệt là Jay-Z với vai trò thực hiện sản xuất.

## Về Album
The Rising Tied được sản xuất bởi Mike Shinoda và Jay-Z. Lý do Mike thành lập nên dự án này là bởi vì anh không thể thể hiện hết được bản chất hip-hop của mình trong Linkin Park. Mike đã giải thích cái tên của dự án trong một cuộc phỏng vấn:
| “ | 'Fort' tượng trưng cho mặt dữ dội hơn của âm nhạc. 'Minor' có thể hiểu là: nếu bạn đang nói về lý thuyết âm nhạc thì điệu thứ (minor key) sẽ càng mơ hồ hơn. Tôi muốn có tên album hơn là có tên tôi trên bìa đĩa, vì tôi muốn mọi người chú ý vào âm nhạc, chứ không phải vào tôi. | ” |

## Phát hành và đón nhận
The Rising Tied đã đứng vị trí 51 trên bảng xếp hạng Billboard 200. Các bài hát "Remember the Name", "Petrified", "Believe Me", và "Where'd You Go" đã được phát hành video ca nhạc. Cho đến năm 2008, bài hát duy nhất thu được thành công đáng kể và lên sóng nhiều nhất là "Where'd You Go". Single thứ 2 "Remember The Name" đã được Turner Network Television sử dụng làm bài hát chủ để cho loạt trận playoffs của giải NBA và nhận được sự ủng hộ nhiệt tình của các fan alternative hip-hop và các vận động viên. Cho dù chỉ đạt được thứ hạng thấp, nhưng album đã bán được hơn 300.000 bản tại Mỹ và hơn 400.000 bản trên toàn thế giới.

## Danh sách bài hát

### Phiên bản gốc
| STT | Nhan đề                                                                  | Sáng tác                                            | Thời lượng |
| --- | ------------------------------------------------------------------------ | --------------------------------------------------- | ---------- |
| 1.  | "Introduction"                                                           | Mike Shinoda                                        | 0:43       |
| 2.  | "Remember the Name" (hợp tác với Styles of Beyond)                       | Mike Shinoda/R. Maginn/T. Bashir                    | 3:50       |
| 3.  | "Right Now" (hợp tác với Black Thought of the Roots và Styles of Beyond) | Mike Shinoda/R. Maginn/T. Bashir/T. Trotter         | 4:14       |
| 4.  | "Petrified"                                                              | Mike Shinoda                                        | 3:40       |
| 5.  | "Feel Like Home" (hợp tác với Styles of Beyond)                          | Mike Shinoda/R. Maginn/T. Bashir                    | 3:53       |
| 6.  | "Where'd You Go" (hợp tác với Holly Brook và Jonah Matranga)             | Mike Shinoda                                        | 3:51       |
| 7.  | "In Stereo"                                                              | Mike Shinoda                                        | 3:29       |
| 8.  | "Back Home" (hợp tác với rapper Common và Styles of Beyond)              | Mike Shinoda/R. Maginn/T. Bashir/Lonnie Rashid Lynn | 3:44       |
| 9.  | "Cigarettes"                                                             | Mike Shinoda                                        | 3:40       |
| 10. | "Believe Me" (hợp tác với Bobo và Styles of Beyond)                      | Mike Shinoda/R. Maginn/T. Bashir                    | 3:42       |
| 11. | "Get Me Gone"                                                            | Mike Shinoda                                        | 1:56       |
| 12. | "High Road" (hợp tác với John Legend)                                    | Mike Shinoda                                        | 3:16       |
| 13. | "Kenji"                                                                  | Mike Shinoda                                        | 3:51       |
| 14. | "Red to Black" (hợp tác với Kenna, Jonah Matranga và Styles of Beyond)   | Mike Shinoda/R. Maginn/T. Bashir                    | 3:11       |
| 15. | "The Battle" (hợp tác với Celph Titled)                                  | Mike Shinoda                                        | 0:32       |
| 16. | "Slip Out the Back" (hợp tác với Mr. Hahn)                               | Mike Shinoda/Joseph Hahn                            | 3:56       |

### Phiên bản đặc biệt
| STT | Nhan đề                                                     | Sáng tác                           | Thời lượng |
| --- | ----------------------------------------------------------- | ---------------------------------- | ---------- |
| 17. | "Be Somebody" (hợp tác với Lupe Fiasco, Tak và Holly Brook) | Mike Shinoda/Wassulu Muhammad Jaco | 3:15       |
| 18. | "There They Go"                                             | Mike Shinoda                       | 3:17       |
| 19. | "The Hard Way"                                              | Mike Shinoda                       | 3:54       |

### Tour Edition
| STT | Nhan đề                         | Sáng tác     | Thời lượng |
| --- | ------------------------------- | ------------ | ---------- |
| 20. | "Petrified (Los Angeles Remix)" | Mike Shinoda | 3:32       |

## Nhóm thực hiện
- Sản xuất: Mike Shinoda
- Bố trí: Mark Kiczula
- Điều khiển: Brian "Big Bass" Gardner ở Bernie Grundman Mastering
- Thực hiện sản xuất: Shawn "Jay-Z" Carter
- Tất cả các đoạn nhạc đều được viết và thể hiển bởi Mike Shinoda ngoại trừ:
Đoạn Strings trong "Remember the Name," "Feel Like Home," "Cigarettes" và "Slip Out the Back" được soạn bởi David Campbell
Phần hợp xướng trong "Where'd You Go," "Cigarettes," "Kenji" và "Slip Out the Back" được hợp tác bởi Bobbie Page cho Page LA Studio Voices
Điệu gõ Latin (Latin percussion) trong "Believe me" được thể hiện bởi Bobo của Cypress Hill
Hiệu ứng Scratch trong "Feel like home" tạo bởi DJ Cheapshot của Styles of Beyond
Hiệu ứng Scratch trong "Slip Out the Back" tạo bởi Mr. Hahn của Linkin Park.
- Thu âm tại Stockroom and NRG Studios
- Chỉ đạo sáng tạo: Mike Shinoda
- Chỉ đạo nghệ thuật và thiết kế: Frank Maddocks
- Artwork: Mike Shinoda
- Hỗ trợ Artwork và thiết kế Logo: Frank Maddocks và Jackson Chandler
- Nhiếp ảnh: Greg Watermann
- Quản lý: Rob McDermott
- Hỗ trợ quản lý: Stephanie Luby
- Đăng kí: Michael Arfin từ Hiệp hội nghệ sĩ quốc tế (Artist Group International)
- Đại diện pháp lí: Danny Hayes cho Davis, Shapiro, Lewit, Montone & Hayes
- Quản lý thương mại: Michael Oppenheim và Jonathan Schwartz cho Gudvi, Sussman & Oppenheim
- Bản quyền quốc tế và tiêu thụ: Bandmerch